# ناحیه ویکتور، شهرستان دیکلب، ایلینوی
ناحیه ویکتور (به انگلیسی: Victor Township) یک منطقهٔ مسکونی در ایالات متحده آمریکا است که در شهرستان دیکلب، ایلینوی واقع شده‌است. ناحیه ویکتور ۲۲۱ متر بالاتر از سطح دریا واقع شده‌است.